# Kalanchoe waldheimii
Kalanchoe waldheimii ist eine Pflanzenart der Gattung Kalanchoe in der Familie der Dickblattgewächse (Crassulaceae).

## Beschreibung

### Vegetative Merkmale
Kalanchoe waldheimii ist eine ausdauernde, vollständig kahle Pflanze, die Wuchshöhen von bis zu 40 Zentimeter erreicht und im Alter Haufen bildet. Ihre zahlreichen, einfachen, aufrechten oder etwas kriechenden, rotpurpurnen Triebe sind von der Basis aus verzweigend. Die dicken, flachen, fleischigen, fast sitzenden Laubblätter sind grünbläulich und mit wenigen roten Flecken besetzt. Ihre verkehrt eiförmige Blattspreite ist 4 bis 11 Zentimeter lang und 2 bis 4,5 Zentimeter breit. Ihre Spitze ist stumpf bis gerundet, die Basis zum geflügelten und sehr kurzem Stiel verschmälert. Manchmal sind kleine Öhrchen vorhanden. Der purpurrote Blattrand ist im oberen Drittel rundlich gekerbt und trägt Brutknospen.

### Generative Merkmale
Der Brutknospen tragende Blütenstand ist locker ebensträußig. Die hängenden Blüten stehen an schlanken, 6 bis 17 Millimeter langen Blütenstielen. Der gelbgrüne Kelch ist rotpurpurn liniert, die Kelchröhre 14 bis 16 Millimeter lang. Die dreieckigen, zugespitzten Kelchzipfel weisen eine Länge von 5 bis 6 Millimeter auf und sind etwa 3,5 Millimeter breit. Die rosafarbene bis gelbgrüne Blütenkrone ist mit zahlreichen, rotpurpurnen Linien versehen. Die zylindrische Kronröhre ist 16 bis 21 Millimeter lang. Ihre verkehrt eiförmigen, leicht zugespitzten Kronzipfel weisen eine Länge von etwa 11 Millimeter auf und sind 5 Millimeter breit. Die Staubblätter sind unterhalb der Mitte der Kronröhre angeheftet und ragen nicht aus der Blüte heraus. Die Staubbeutel sind etwa 1,5 Millimeter lang. Die halbkreisförmigen, stumpfen Nektarschüppchen weisen eine Länge von etwa 0,7 Millimeter auf und sind 0,8 bis 1,2 Millimeter breit. Das eiförmig-längliche Fruchtblatt weist eine Länge von 7 bis 8 Millimeter auf. Der Griffel ist 17 bis 18 Millimeter lang.

## Systematik und Verbreitung
Kalanchoe waldheimii ist in Zentral-Madagaskar auf granitischen oder quarzitischen Felsen in Höhen von 1200 Metern verbreitet.
Die Erstbeschreibung durch Raymond-Hamet und Henri Perrier de La Bâthie wurde 1915 veröffentlicht.

## Nachweise